# هنری کریستی
 هنری کریستی (انگلیسی: Henry Christy؛ ۱۸۱۰ – ۱۸۶۵) یک انسان شناس، دیرین‌شناس، و باستان‌شناس بود.